# Trionicoïdeus
Els trionicoïdeus (Trionychoidea) són una superfamília de  tortugues que reuneix espècies que tenen closques toves. Tenen dues famílies, tres subfamílies, i 15 gèneres. Es troben en regions temperades del món.

## Taxonomia
Família Carettochelyidae

Subfamília Carettochelyinae
- Gènere Carettochelys

Família Trionychidae

Subfamília Cyclanorbinae
- Gènere Cyclanorbis
- Gènere Cycloderma
- Gènere Lissemys

Subfamília Trionychinae
- Gènere Amyda
- Gènere Apalone
- Gènere Aspideretes
- Gènere Chitra
- Gènere Dogania
- Gènere Nilssonia
- Gènere Palea
- Gènere Pelochelys
- Gènere Pelodiscus
- Gènere Rafetus
- Gènere Trionyx